# Phytolacca bogotensis
Phytolacca bogotensis är en kermesbärsväxtart som beskrevs av Carl Sigismund Kunth. Phytolacca bogotensis ingår i släktet kermesbärsläktet, och familjen kermesbärsväxter. Inga underarter finns listade i Catalogue of Life.